# Estación de Porte de Bagnolet
La estación de Porte de Bagnolet es una estación del Metro de París situada en el XX distrito. Pertenece a la línea 3. En el 2003, superaba los 5 millones de pasajeros anuales.

## Historia
La estación fue abierta el 2 de abril de 1971 tras la prolongación de la línea hacía Gallíeni. 
Debe su nombre a la porte de Bagnolet, una de las puertas, o accesos existentes en el antiguo Muro de Thiers, fortificación que rodeaba la ciudad. 

## Descripción
Se compone de dos vías y de dos andenes laterales. De diseño clásico, en bóveda, fue renovada en  2005 usando unos atípicos azulejos rugosos de color crema que cubren parte de la pared. El resto ha sido pintado de blanco.   

## Accesos
La estación dispone de cinco accesos:
- Acceso 1: a la altura del bulevar Mortier.
- Acceso 2: a la altura del bulevar Davout.
- Acceso 3: a la altura de la plaza Édith-Piaf.
- Acceso 4: a la altura de la calle Belgrand.
- Acceso 5: a la altura de la calle de la Py.